# Раскол 1552 года

Разделение восточно-сирийской церкви, в рамках деноминаций сирийского христианства. Точкой разделения указан 1553 год — дата признания Римом Шимуна Сулаки в качестве патриарха

Раскол 1552 года — схизма, произошедшая в Церкви Востока, которая способствовала её последующему разделению на несколько структур. Фактически раскол привёл к образованию двух (а затем и трёх) параллельных церковных иерархий. Поводом для раскола стали правила наследования патриаршего престола и непопулярность патриарха Мар Шимуна VII.
Изоляция Церкви Востока от христианского мира, сокращение паствы, притеснения со стороны мусульман (курдов, турок и персов) и внутренний конфликт привели к тому, что в 1552 году противники католикоса Шимуна VII (в основном из регионов Амиды и Сиирта) провели в Мосуле собор, на котором избрали настоятеля монастыря Раббана Ормизда Юханнана Сулаку новым католикосом-патриархом Церкви Востока. В 1553 году Юханнан Сулака, принявший имя Шимун VIII, прибыл в Рим, принял католическое исповедание веры, епископское рукоположение и был назначен «патриархом халдеев» папой Юлием III. Создание восточно-сирийского патриархата в Риме, с XVI века разделило некогда единую Церковь Востока на католическую и некатолическую фракции. Сторонники наследственной передачи патриаршего титула сохранили автокефалию и доэфесское вероучение, а также «несторианский» характер церкви. Сторонники выборов предстоятеля церкви вступили в юрисдикционное и вероучительное единство с Римско-католической церковью. На протяжении почти трёхсот лет продолжалось соперничество между различными католикосами (между 1681 и 1828 годами в Церкви Востока существовали три иерархические линии, базировавшиеся в монастыре Раббана Ормизда, в селении Кочаныс (область Хаккяри) и в городе Амида). Католикосы, пребывавшие в единстве с Римом, поддерживались католическими миссионерами из ордена капуцинов. В 1830 году папа Пий VIII объединил различные группы восточно-сирийских униатов в Халдейскую церковь с присвоением титула «Халдейский патриарх Вавилона» её предстоятелю.

## Исторический очерк
Первая попытка объединения Католической церкви с Церковью Востока была предпринята на Ферраро-Флорентийском соборе (1438—1445). В 1445 году на соборе был принят декрет Benedictus sit Deus об объединении с несторианами Кипра. В первой половине XV века, при патриархе Шимуне IV католикосат Церкви Востока стал наследственным в семье Бар Мама. В 1539 году католикос Мар Шимун VII Ишояб посвятил своего племянника Хнанишо в епископы в возрасте двенадцати лет, а позже возвёл его в митрополиты, однако Хнанишо скончался в 1545 году. В 1551 году католикос-патриарх в соответствии со сложившейся традицией наследования патриаршего престола от дяди к племяннику, назначил своим преемником ребёнка восьмилетнего возраста — Шимуна Дынху. Недовольство некоторых епископов таким порядком, привело в следующем году к тому, что на соборе в Мосуле они вместе с духовенством, монахами и делегатами-мирянами от каждого региона, избрали новым патриархом настоятеля монастыря Раббана Ормизда Юханнана Сулаку, который принял имя Шимун VIII. Исследователь Дэвид Уилмшерст отмечает, что к 1552 году в Церкви Востока осталось три епископа: Сельмаса, Эрбиля и Адарбайгана, которые поддержали избрание Сулаки на патриарший престол. При поддержке францисканцев Сулака направился в Рим для утверждения своего избрания. 18 ноября Сулака достиг Рима, где расположился в церкви Святого Духа в Сассии, недалеко от собора Святого Петра.
В Риме Шимун VIII Сулака и его сторонники сообщили ложную информацию о смерти «нечестивого католикоса Шимуна Бар Мамы». 15 февраля 1553 года в Ватикане Шимун VIII представил исповедание веры, одобренное кардиналами 20 февраля 1553 года. 9 апреля 1553 года Сулака был рукоположен в епископа, 28 апреля папа Юлий III лично возложил на него паллий и провозгласил его «патриархом восточных сирийцев». Папской буллой Divina disposement dementia Шимун VIII Сулака был утверждён как «патриарх Мосула» на тайной консистории в Ватикане. Создание восточно-сирийского патриархата в Риме, с середины XVI века фактически разделило некогда единую Церковь Востока на католическую и некатолическую фракции.
В декабре 1553 года Сулака вернулся в Диярбакыр (Амиду). В течение 1554 года, во время пятимесячного пребывания в Амиде, он рукоположил пять епископов (для епархий Газарты, Хесна д’Кифа, Амиды, Мардина и Сиирта). Патриарх Шимун VII (соперник Сулаки) в это время также посвятил митрополитов Нисибиса и Газарты (оба, вероятно, были молодыми родственниками католикоса), а также заручился поддержкой османского губернатора Амадии, который пригласил Сулаку в свой город, где арестовал его. В январе 1555 года Юханнан Сулака был казнён османскими властями. За время своего патриаршества Шимун VIII Сулака провёл церковные реформы: исключил имя Нестория из богослужебных книг, ввёл в церковную практику ранее отсутствовавшие таинства покаяния, елеосвящения и миропомазания, а наименование «несториане» было заменено на «халдеи». После его смерти патриархом униатов-халдеев был избран митрополит Газарты Абдишо, который в 1562 году посещал Рим и получил приглашение на Тридентский собор. Мар Абдишо не смог принять участие в соборе, однако отправил на собор исповедание веры, которое было зачитано на 22-й сессии.

## Последствия

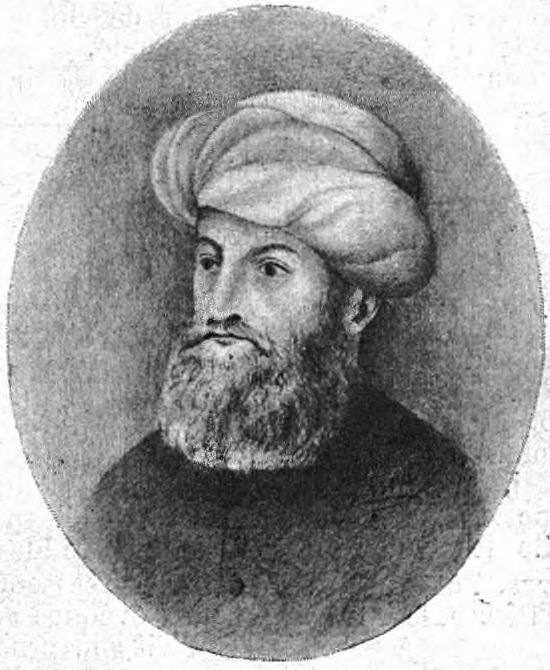
Второй патриарх-униат Мар Абдишо IV, посещал Рим в 1562 году

После раскола 1552 года значительная часть верующих восточно-сирийской церкви перешли в унию с Римско-католической церковью. В XVIII веке в Персии миссионеры из орденов иезуитов, кармелитов и капуцинов продолжали заниматься прозелитизмом среди верующих Церкви Востока, не вошедших в униатские церковные структуры. В результате раскола возникло две иерархические линии наследования патриаршества. Одна из них — традиционная, передающая титул по наследству, продолженная патриархом Мар Илией VI (1558—1576) (линия Илии); вторая — выборная, продолженная Шимуном VIII Сулакой (линия Сулаки). До конца правления патриарха Шимуна IX (1579—1600) линия Сулаки поддерживала общение с католиками, но возврат к наследственной форме передачи патриаршества сделал признание со стороны Рима невозможным. В 1672 году продолжатель этой линии Шимун XIII Дынха (1662—1692) перенёс свою резиденцию в Кочанис. Около 1700 года линия Сулаки полностью прервала отношения с Римом. В настоящее время её продолжают патриархи Ассирийской церкви Востока, принявшей такое название в середине XX века.
Восстановление общения с Римом в линии Илии произошло при патриархе Илие VIII (1591—1617), но было вновь прервано при его преемнике. Под влиянием католических миссионеров из линии Илии выделилась новая преемственность патриархов. В 1667 году митрополит Иосиф перед двумя капуцинами отрёкся от несторианства и просил об унии с Римом. В 1673 году он посетил Рим, а по возвращении обосновался в Амиде. В 1681 году Иосиф получил от папы паллий и стал считаться патриархом. После смерти в 1778 году Илии XII Дынха патриархия в Алькоше разделилась между Илией XIII Ишоябом, не находящимся в унии с Римом, и его родственником Иоханном VIII Гормиздом, который принял католическое исповедание. Последний патриарх линии Иосифа Иосиф V Августин Хинди (1780—1827) считался апостолическим делегатом в епархии Вавилона, и никогда не был признан Римом в качестве патриарха. С его смертью в 1827 году халдейское патриаршество осталось вакантным, пока в 1830 году папа Пий VIII не объединил различные группы восточно-сирийских униатов в Халдейский восточнокатолический патриархат под руководством последнего наследственного патриарха линии Илии Иоханна VIII Гормизда. В настоящее время резиденция патриарха Халдейской католической церкви находится в Багдаде.
В 1835 году территории традиционной Церкви Востока и Халдейской церкви практически не пересекались. Иоханн VIII Гормизд, вступивший в общение с Римом в 1830 году контролировал район Мосула (на тот момент резиденция халдейского патриарха) к северу до предгорий Курдистана, включая Диярбакыр и Сиирт, а также епархию Сельмаса в Персии. «Несторианский» патриарх традиционной церкви Шимун XVII, располагавшийся в Кочанисе, контролировал горы Хаккяри, районы Гавара и Шемсдина, а также район Урмии в Персии.
После 1552 года, в период существования трёх параллельных иерархий в Церкви Востока (резиденция первого патриарха находилась в монастыре Раббана Ормизда, второго в селении Кочаныс и третьего в Амиде) систематизированного вероучения в восточно-сирийских униатских общинах не существовало. Так, например патриарх Илия IX (1617—1660) принял Латинский символ веры, но поминал Нестория на богослужении и отрицал термин «Богородица».

## Оценки
Австрийский католический исследователь Эрнст Зуттер считает, что в Риме Сулаку посвятили в патриархи, поскольку на Западе отсутствовали сведения о том, что патриарший престол не является вакантным:

«При этом ни в Мосуле, где в 1552 г. заседал собор, ни в другом месте в Месопотамии не было западноевропейских миссионеров, которые могли бы стремиться к унии. Инициатива исходила исключительно от Мосульского собора. В Риме не имели даже ясного представления о настоящих взаимоотношениях на родине кандидата и тем самым были введены в заблуждение, потому что не знали, что патриарший трон вовсе не свободен. И не предчувствовали, что помощь, оказанная восточносирийской церкви, в действительности вела её к расколу на два патриархата».
Итальянский кардинал Джузеппе Бельтрами в своём исследовании приводит свидетельства о том, что Святой Престол был введён в заблуждение относительно смерти законного патриарха Мар Шимуна VII. Францисканский монах Амвросий Буттигег в январе 1555 года писал папе Юлию III о том, что Шимун Бар Мама всё ещё жив:

«Ваше Святейшество будет потрясено, узнав, что, вопреки тому, что было сказано Вашему Святейшеству, достопочтеннейшим кардиналам и другим из вас, старый патриарх вообще не умирал, а недавно убил упомянутого Шимуна Сулаку».